# 박수호 (프로게이머)
박수호(1991년 6월 3일 ~ )는 대한민국의 스타크래프트 II 프로게이머이다. DongRaeGu라는 아이디를 사용하며, 종족은 저그이다. 안준영 해설의 말에 따르면 임재덕 이후 저그의 우승자가 나온다면, 이 선수가 할 것이라 지목할 정도로 저그의 유망주로 손꼽히고 있으며 2012년 2012 핫식스 글로벌 스타크래프트 II 리그 S1에서 우승을 달성하며 임재덕 이후 우승한 첫 저그 선수가 되었다.

## 선수 이력
스타크래프트1 당시 CJ 엔투스의 연습생이었으나 곧 그만두고 대학 진학을 준비하다가 스타크래프트2 발매 이후 게임을 다시 시작했다고 한다.
'동래구프로에스'라는 아이디로 선수와 관계자들 사이에서 잘 알려진 아마추어 게이머로서 '기사도 연승전'에 자주 등장하며 테란킬러로 명성을 얻었다.
이후 최윤상 감독의 발탁으로 MVP팀에 입단하게 된다. 방송무대에 처음으로 모습을 드러낸 때는 게임 예능 방송인 '절대간판'으로 이정훈과의 대결에서 치열한 접전끝에 지긴 했으나 강한 인상을 남겼다.
2014년 7월 31일 MVP와의 결별을 공식 발표했다.
2014년 12월 21일 Invasion eSport 입단을 공식 발표했으며 2015년 3월 31일 Invasion eSport와 결별했다.
2015년 4월 27일 스타테일 입단을 공식 발표했다.
2015년 4월 28일 스타테일의 네이밍 스폰서 후원 계약 체결로 인하여 스베누 소속이 되었다.
2015년 10월 16일 스베누와의 결별을 공식 발표했다.
2016년 10월 5일부로 팀리퀴드넷으로 통해 은퇴했다.

### 팀리그의 강자
본격적으로 공식전에 처음으로 모습을 드러낸 박수호는 테란의 강세속에서도 GSTL에서 연전연승을 하며 처음 팀리그에 진출한 MVP팀을 결승에 올려놓는 파란을 일으킨다. 특히 뛰어난 수비력과 절정의 대테란전은 신인인 박수호를 팬들에게 부각시키기에 충분했고 결승에서도 뛰어난 활약을 펼친다. 그러나 아쉽게도 첫 결승은 문성원과의 명경기 끝에 아쉽게 패배한다. 하지만 박수호는 이후로도 팀리그의 특급 마무리로서 팀을 승리로 이끈 일등공신이 된다. 이때까지 정종현, 문성원을 제외한 그 누구도 박수호를 팀리그에서 꺾지 못할 정도로 팀리그 최강자로 거듭나고 있다.

### 개인리그의 부진
팀리그에서 보여주는 포스와 달리 박수호는 개인리그에서는 약세를 보인다. 코드A에 올라선 박수호는 32강을 가볍게 통과하며 기대를 모았으나 대저그전 스페셜리스트인 프로토스 박진영에게 2세트에서의 명경기에도 불구하고 2:1로 패배한다. 이후 다음 시즌에서는 32강전에서 탈락하며 예선으로 떨어지기까지 했다. 이후 MLG와의 파트너쉽으로 인해 생긴 MLG시드로 코드S로 올라왔다. 그러나 오랫동안 16강 이상의 성적을 내지 못하며 팬들을 안타깝게 했다.

### 블리자드 컵과 개인리그 각성
IEM우승자로 시드를 받아 블리자드 컵에 출전한 박수호는 파죽지세로 결승에 올라 슬레이어스의 황태자 문성원을 만난다. 문성원에게 1,2,3 세트를 일방적으로 내준 박수호였지만 역으로 4,5,6세트를 따냈으나 마침내 7세트에서 극적인 명경기 끝에 아쉽게 패배했다. 그러나 박수호는 이후 개인리그에서도 각성하여 2012년 첫 시즌인 핫식스 코드S Jan 결승에서 같은 팀의 프로토스 정민수를 4:2로 물리치며 임재덕 이후로 첫 저그 우승자가 된다, 하지만 같은 소속인 김정우에게 1:2로 패배해 WCS에서 탈락하고 말았다.

### 스타리그에서의 활약 그리고 최후의 저그
2012 옥션 올킬 스타리그에서 듀얼 시드를 받고 강초원, 강동현을 잡아내며 16강에 올라간다. 16강에서 허영무, 이정훈, 정윤종과 한 조에 속해 2승 1패를 기록하며 8강에 진출하게 된다. 16강 당시 저그 종족 선수가 박수호, 임재덕 2명밖에 없었는데 임재덕이 16강에서 탈락하게 되면서 최후의 저그가 되었다. 8강에서 김학수를 만나 첫판을 내줬지만 그 이후 연달아 3세트를 따내며 3:1로 4강에 진출한다. 4강에서 천적인 장민철을 만나게 되는데 2012 무슈제이 GSL 시즌3 4강에서 장민철에게 3:0으로 완패를 했던 박수호는 4:1로 장민철을 제압하며 결승까지 진출하게 되며 최후의 저그로서 양대리그 우승을 노리게 됐다. 스타크래프트 1 리그에서 박성준이 저그 종족으로써 최초로 우승을 하면서 박수호도 그 행보를 이어가는듯 했다. 결승전에서 1경기 때는 자신의 주특기인 장기전 전략으로 몰아가면서 브루드 로드 등을 이용한 고급 유닛으로 정윤종을 격파했지만, 2경기부터 5경기까지 정윤종의 단기전 전략에 제대로 밀려서 결국 긴장을 많이 한 탓인지 정윤종에게 1:4로 패배하며 준우승을 기록하게 된다. 이 때 준우승을 한 박수호는 소감 발표 때 참았던 눈물을 흘리면서 "관객 여러분들께 형편 없는 경기력을 보여드려서 죄송합니다."라고 말하고 더 이상 말을 하지 못했다. 이 말에 전용준 캐스터와 엄재경 해설과 김태형 해설이 박수호를 위로하느라 정신이 없었고, 우승을 한 정윤종마저 고개를 들지 못했을 정도로 분위기는 침울해졌다. 이 사건 이후로 정윤종은 박수호의 새로운 천적이 된다.

## 주요 선수들과의 관계

#### 정종현과의 관계
정종현은 스타크래프트 II에서 가장 뛰어난 실력자이자 가장 화려한 경력을 자랑하는 최강의 선수이다. 특히 정종현의 대 저그전은 상대를 압도할 정도의 경기력을 자랑하는 수준에 이르러 있다. 그러나 정종현은 박수호에게만큼은 상당히 뒤지고 있는 상태이다. 특히 MLG에서 박수호가 정종현을 2:0, GSTL에서 정종현이 1:0, 아레나 오브 레전드에서 박수호가 2:0, 블리자드 컵에서 박수호가 1:0으로 정종현이 박수호에게 상당히 밀리는 상황이다.

#### 이윤열과의 관계
스타크래프트 II에서 유독 타 종족전에 비해 대 저그전에 약점을 보인 이윤열은 팀리그에서 박수호에게만 2패를 당해 역스윕을 당하거나, 혹은 역 2킬을 당해 경기를 그르치게 되는 경우가 많았다. 전적은 박수호가 2:0으로 앞선다.

#### 장민철과의 관계
장민철은 스타크래프트 II에서 가장 뛰어난 실력자이자 가장 화려한 경력을 자랑하는 최강의 선수이다. 2012 무슈제이 GSL 시즌3 4강에서 박수호는 장민철에게 0:3으로 완패당하였고 이후에도 장민철에게 몇 번 경기를 진 쓰라린 경험이 있었다. 장민철은 박수호의 천적이 되었으나, 최근 2012 옥션 올킬 스타리그 4강에서 박수호가 장민철을 4:1로 완승하여 상대 전적을 많이 뒤집어놓았다. 이후에는 정반대로 박수호가 장민철을 압도하는 모습이 많이 나오게 되었으며, 천적 관계도 풀어나가고 만다.

#### 문성원과의 관계
문성원 역시 박수호와 자주 승패를 주고 받았다. GSTL에서만 2번 마주쳤으며, 2011 블리자드 컵 결승전에서 문성원은 가까스로 4:3으로 승리하였다. 상대 전적으로는 박수호가 문성원에게 약간 밀리는 상황이다.

#### 정윤종과의 관계
정윤종은 스타크래프트 II를 한 지 1년도 채 되지 않은 어린 선수였다. 그런 정윤종이 최강의 저그인 박수호를 이길 가능성은 전혀 없었다. 하지만 2012 옥션 올킬 스타리그 16강에서 정윤종은 박수호와 치열한 접전 끝에 첫 승을 거두었고, 이 둘은 결승전에서 다시 만나게 된다. 1경기 때는 정윤종이 박수호의 장기전 전략에 크게 밀려 대패를 당했지만, 2경기와 3경기와 4경기와 5경기에서 자신의 주특기인 단기전 전략으로 역스윕을 해낸다. 이후 박수호는 정윤종만 만나면 패배하는 경우가 많아졌고 결국 천적 관계로까지 번져졌다.

## 주요 성적

### 개인리그
스타크래프트 II : 프리미어 개인리그 우승 3회, 준우승 5회
- 2011년 MLG Anaheim 5위
- 2011년 MLG Raleigh 3위
- 2011년 MLG Providence 3위
- 2011년 LG Cinema 3D Special League 우승
- 2011년 IEM Season VI - Global Challenge New York 우승
- 2011년 DreamHack Valencia Invitational 우승
- 2011년 LG 3D 시네마 스페셜리그 우승
- 2011년 펩시콜라 글로벌 스타크래프트 II 리그 August Code A 16강
- 2011년 소니 에릭슨 글로벌 스타크래프트 II 리그 October Code S 16강
- 2011년 소니 에릭슨 글로벌 스타크래프트 II 리그 November Code S 32강
- 2011년 Arena of Legends 1 준우승
- 2011년 블리자드 컵 준우승(3:4문성원)
- 2012년 Arena of Legends: The King of Kongs 우승
- 2012년 FXOpen Invitational Series #5 우승
- 2012년 MLG Winter Arena 준우승
- 2012년 MLG Winter Ch. 준우승
- 2012년 MLG 2012 Spring Season Arena 1 우승
- 2012년 MLG Spring Arena 2 9~12위
- 2012년 2012 핫식스 글로벌 스타크래프트 II 리그 시즌 1 Code S 우승 (4:2 정민수)
- 2012년 MLG 2012 Spring Season Championship 우승
- 2012년 HOT6 GSL Season 2코드 S 32강
- 2012년 IPL Fight Club at Hot Import Nights 준우승
- 2012년 2012 무슈제이 GSL Season 3 코드 S 4강
- 2012년 옥션 올킬 스타리그 2012 준우승 (1:4 정윤종)
- 2012년 HOT6 GSL Season 4 코드S 16강
- 2012년 HOT6 GSL Season 5 코드S 16강
- 2012년 IPL 5 7-8th
- 2012년 MLG Tournament of Champions 8강
- 2012년 GSL Grand Final 6강
- 2013년 Iron Squid/Chapter 2 준우승 (vs 이승현 3:4)
- 2013년 HOT6 GSL Season 1 코드 S 16강
- 2013년 제4회 인천 실내무도아시아경기대회 스타2 부문 국가대표 선발전 32강
- 2013년 WCS 코리아 2013 시즌 1 망고식스 글로벌 스타크래프트 II 리그 시즌 2 Code S 32강
- 2013년 2013 WCS Korea Season 1 챌린저리그 32강
- 2013년 2013 WCS 코리아 시즌 2 챌린저리그 32강
- 2013년 IEM Season VIII - Shanghai 8강
- 2013년 ASUS ROG Summer 2013 8강
- 2013년 GSL Code S 10회 연속 진출 기념상('임재덕 상')
- 2013년 2013 WCS 코리아 시즌 3 조군샵 글로벌 스타크래프트 II 리그 16강
- 2013년 IEM Season VIII - New York 8강
- 2013년 2013 WCS 코리아 시즌 3 챌린저리그 24강
- 2013년 IEM Season VIII - Singapore 4강
- 2014년 2014 WCS 코리아 시즌 1 핫식스 글로벌 스타크래프트 II 리그 코드 S 32강
- 2014년 2014 WCS 코리아 시즌 2 핫식스 글로벌 스타크래프트 II 리그 코드 S 32강
- 2014년 SanDisk SHOUTcraft Invitational 8강
- 2014년 2014 MLG Anaheim 8강
- 2014년 2014 Red Bull Battle Grounds: Global 우승
- 2014년 2014 WCS 코리아 시즌 3 핫식스 글로벌 스타크래프트 II 리그 코드 S 8강
- 2014년 2014 Red Bull Battle Grounds: Washington 8강
- 2014년 PughCraft Invitational #2 8강
- 2015년 2015 스베누 글로벌 스타크래프트 II 리그 시즌 2 코드 A 48강
- 2015년 2016 핫식스 글로벌 스타크래프트 II 리그 프리시즌 1주차 16강
- 2016년 2016 핫식스 글로벌 스타크래프트 II 리그 시즌 1 코드 S 32강
- 2016년 2016 핫식스 글로벌 스타크래프트 II 리그 시즌 2 코드 A 48강
- 2019년 2019 마운틴듀 글로벌 스타크래프트 II 리그 시즌 2 코드 S 32강